# Chaidi
La Comunidad Indígena Chaidi es una pequeña localidad paraguaya del Departamento de Alto Paraguay que se encuentra en el desvío del kilómetro 192 de la ruta PY15 "Bioceánica", a unos 521 km de la ciudad de Asunción.
La localidad forma parte administrativamente del distrito de Puerto Casado, ubicado a 200 km de distancia.

## Demografía
Chaidi cuenta con unos 40 habitantes, la mayoría de ellos indígenas de la etnia ayoreo totobiegosode.

## Transporte
Se llega al poblado siguiendo un desvío de tierra de 32 km ubicado en el km 192 de la ruta PY15, en la zona que se conoce como Cruce Dr. Solalinde.